# Марі-Джозефін Ґодет
Марі-Джозефін Ґодет (англ. Marie-Josephine Gaudette (також відома як Сестра Сесилія); 25 березня 1902, Манчестер, штат Нью-Гемпшир, США — 13 липня 2017, Рим, Італія — італо-американська супердовгожителька. Після смерті італійки Емми Морано вона була найстарішою нині живою людиною в Італії, а також другою найстарішою повністю верифікованою людиною в Європі.

## Життєпис
Марі-Джозефін Кларіс народилась 25 березня 1902 року в місті Манчестер, штат Нью-Гемпшир, США. Ще в юності вона вирішила стати черницею.
Пізніше Ґодет переїхала до Канади, а потім до Франції, де викладала музику та мистецтво аж до свого переїзду в Рим, Італія в 1958 році. В Римі вона стала черницею, взявши ім'я Сестра Сесилія.
Під час президентських виборів 2008 року в США, Ґодет прикувала увагу ЗМІ своїм рішенням взяти участь у голосуванні. Вона стала однією з найстаріших виборців в історії.
Марі-Джозефін Ґодет померла у Римі 13 липня 2017 року у віці 115 років і 110 днів.

## Рекорди довголіття
- 25 березня 2017 року стала 42-ю людиною, яка офіційно досягла 115-річного віку.
- 15 квітня 2017 року стала найстарішим повністю верифікованим нині живим жителем Італії.